# استفان خروتویس
استفان خروتویس (انگلیسی: Stefan Groothuis؛ زادهٔ ۲۳ نوامبر ۱۹۸۱) اسکیت‌باز سرعت اهل هلند است.